# Серийи (Алье)
Серийи́ (фр. Cérilly) — коммуна во Франции, находится в регионе Овернь. Департамент коммуны — Алье. Административный центр кантона Серийи. Округ коммуны — Монлюсон.
Код INSEE коммуны — 03048.

## Население
Население коммуны на 2008 год составляло 1379 человек.
| 1962 | 1968 | 1975 | 1982 | 1990 | 1999 | 2008 |
| ---- | ---- | ---- | ---- | ---- | ---- | ---- |
| 1825 | 1958 | 1956 | 1820 | 1591 | 1568 | 1379 |

## Экономика
В 2007 году среди 762 человек в трудоспособном возрасте (15—64 лет) 541 были экономически активными, 221 — неактивными (показатель активности — 71,0 %, в 1999 году было 68,8 %). Из 541 активных работали 497 человек (279 мужчин и 218 женщин), безработных было 44 (20 мужчин и 24 женщины). Среди 221 неактивных 33 человека были учениками или студентами, 107 — пенсионерами, 81 были неактивными по другим причинам.

## Достопримечательности
- Церковь Сен-Мартен (XII—XIII века) с трёхэтажной колокольней
- Часовня Дюбуа (XV век)
- Шато-де-ла-Пьер
- Музей Шарля-Луи Филиппа

## Уроженцы
- Шарль-Луи Филипп (1874—1909) — французский писатель.
- Франсуа Перон (1775—1810) — французский натуралист и исследователь. Ему приписывают введение термина «антропология».
- Марселен Дебутен (1823—1902) — французский художник и график.
- Жан Жироду (1882—1944) — французский новеллист, эссеист, драматург и дипломат. Жил в Серийи.

## Фотогалерея

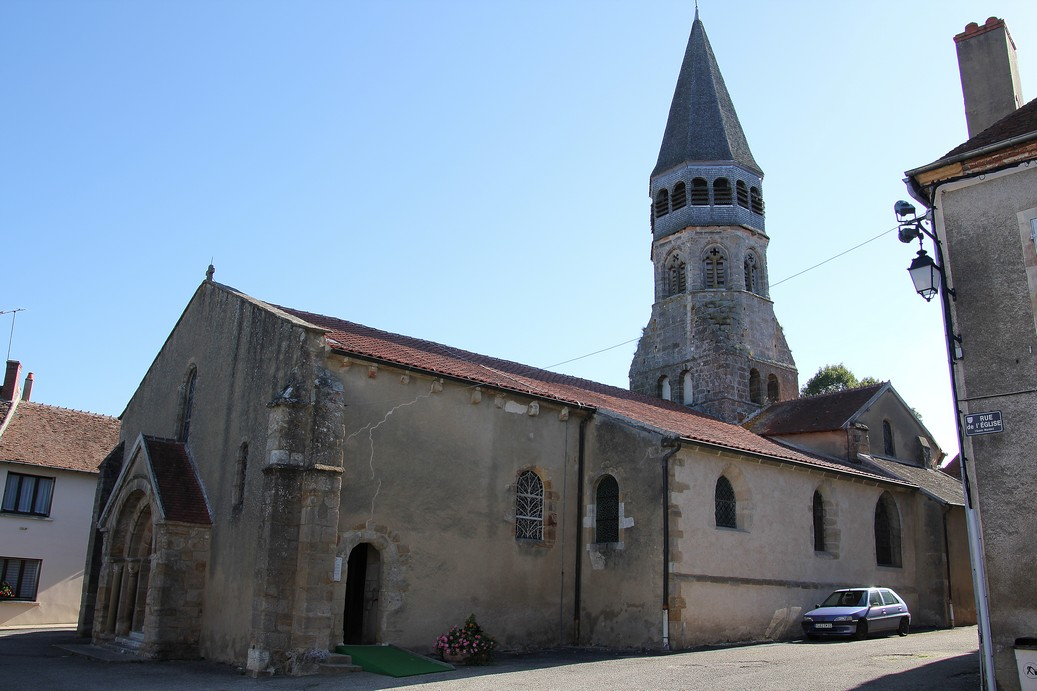
Церковь Сен-Мартен
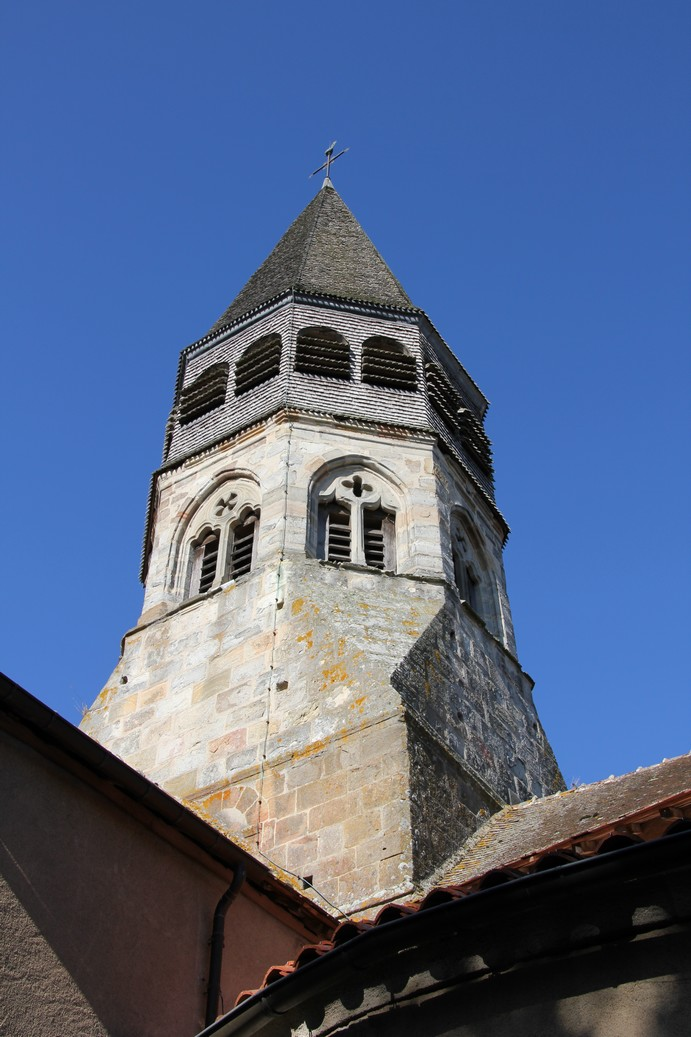
Колокольня церкви Сен-Мартен
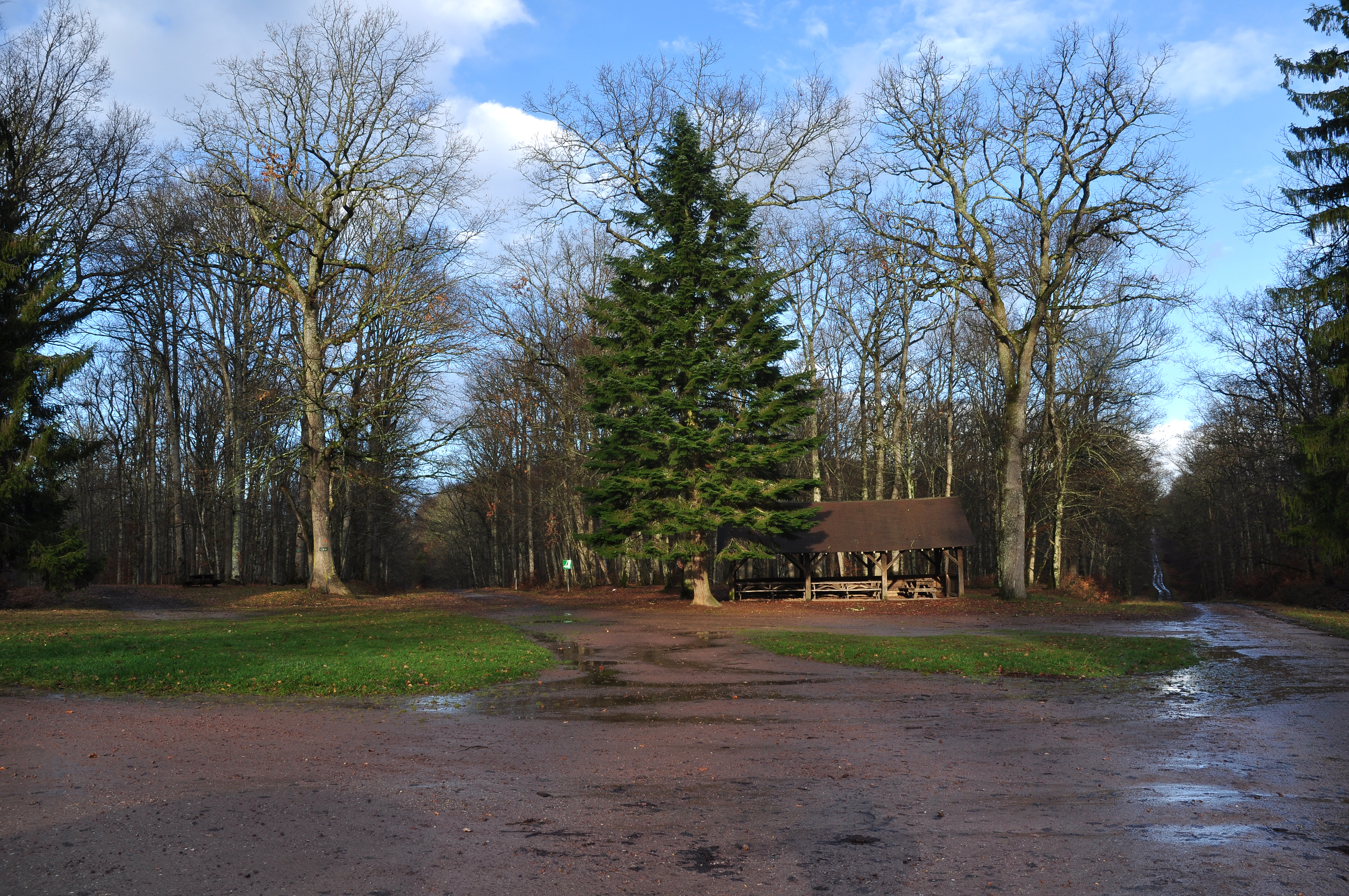
Лес Тронсе